# Rune Åhrling
Rune Åhrling, född 31 oktober 1925 i Almby, Örebro län, död 3 mars 1997 i Örebro, var en svensk handbollsspelare (niometersspelare).

## Karriär
Åhrling började spela handboll 1942 i Upsala IF:s juniorlag, representerade 1943 I 15 IF i Borås i division 2. Han spelade 1944 för IF Start i Örebro i division tre. Efter två år i Start bytte Rune Åhrling klubb till Örebro SK, som tog sig upp i handbollsallsvenskan 1948. Rune Åhrling spelade sedan för denna klubb resten av sin karriär. Med Örebro nådde Rune Åhrling stora framgångar. Serieseger 1950-1951,1955-1956 samt 1956-1957. Under hela 50-talet var Rune Åhrling den viktigaste spelaren i Örebro och han vann skytteligan i allsvenskan fyra år. 1957 höjde Rune Åhrling målrekordet i en match i högsta serien från 13 till 17 mål. Han tillhörde den kvintett av de äldre spelarna som passerade 1 000 mål i allsvenskan. Sammanlagt blev det 1 063 mål i allsvenskan.
Landslagskarriären inleddes 1949 mot Danmark B, första A-landskamp riktigt 1950 i Örebro mot Finland. Någon riktig fart på landslagskarriären blev det inte förrän i slutet av 1950-talet. 1958 var Rune Åhrling med i det lag som tog VM-guld. Sammanlagt spelade Rune Åhrling 57 landskamper för Sverige 1950–1961. Enligt den nya landslagsstatistiken spelade han bara 40 landskamper men då är inte utomhusmatcher medtagna.

## Meriter med klubblag
- 2 SM-titlar med Örebro SK, 1956 och 1959